# Eliot Schrefer
Eliot Schrefer (Chicago, 25 de novembro de 1978) é um autor americano e britânico de ficção para adultos e jovens adultos e foi duas vezes finalista do National Book Award na categoria Literatura Jovem. Ele é mais conhecido por seus romances para jovens adultos Endangered (2012) e Threatened (2014), que são histórias de sobrevivência com jovens e grandes macacos. Ele está atualmente no corpo docente do Programa de Mestrado em Escrita Criativa da Fairleigh Dickinson University.

## Vida e formação acadêmica
Nascido em Chicago, filho de mãe britânica, Barbara Schrefer, que vive no interior dos Estados Unidos, e de pai americano. Eliot Schrefer, por outro lado, vive em Manhattan.
Schrefer se graduou em 1997 na Countryside High School.
Schrefer se identifica como gay.

## Carreira
O primeiro romance de Schrefer, Glamorous Disasters, foi publicado pela editora Simon & Schuster em 2006.
Ao analisar seu sexto livro e primeiro romance Endangered, o jornal The New York Times elogiou a profundidade de seus personagens, dizendo: "Por mais fascinante que seja a ação, são os retratos matizados dos personagens, humanos e macacos, que tornam a história tão profundamente comovente."  Dennis Abrams, da Publishing Perspectives, também discutiu em sua análise de Threatened, a maneira como Schrefer "até transforma seus chimpanzés... em personagens vivos que respiram."  O livro foi finalista do National Book Award de 2012 na categoria de literatura para jovens adultos.
Ao traçar paralelos entre os macacos bonobos e as personagens humanas nestes romances, Schrefer diz que escrever sobre os bonobos "permitiu-me abordar mais abertamente os sentimentos — ciúme, lealdade, raiva, tristeza — que todos nós experimentamos".
Schrefer retirou-se do Festival de Alfabetização Plum Creek de 2021, realizado na Universidade Concordia, Nebraska, após observar que livros com personagens LGBTQIA+, incluindo seu livro The Darkness Outside Us, haviam sido excluídos do festival e que a universidade religiosa tinha uma postura política discriminatória em relação a estudantes da comunidade. Outros autores retiraram-se após Schrefer, o que levou o cancelamento do festival foi cancelado.
The Darkness Outside Us, traduzido como A Escuridão ao Nosso Redor no Brasil, um romance de ficção científica LGBTQIA+ para jovens adultos de Schrefer, foi publicado em 2021 pela Harper Collins. Em 2024, a produtora de Elliot Page, Page Boy Productions, adquiriu os direitos de adaptação do romance.
É professor de cursos de escrita criativa da Universidade Hamline e da Universidade Fairleigh Dickinson.